# Johnny Gaudreau
John Michael Gaudreau (ur. 13 sierpnia 1993 w Salem, zm. 29 sierpnia 2024 w Oldmans Township) – amerykański hokeista, reprezentant Stanów Zjednoczonych.

## Życiorys
Został wybrany przez Calgary Flames z numerem 104 w czwartej rundzie NHL Entry Draft 2011. 11 kwietnia 2014 otrzymał Hobey Baker Award dla najlepszego hokeisty rozgrywek NCAA; tego samego dnia podpisał kontrakt z Calgary Flames. W swoim pierwszym pełnym sezonie NHL 2014-15 został wybrany do Meczu Gwiazd NHL w 2015 roku. Wystąpił również w jego trzech kolejnych edycjach: 2016, 2017 i 2018. W październiku 2016 zawodnik podpisał z drużyną z Calgary 6-letni kontrakt warty 40,5 mln dolarów. Nosił przydomek „Johnny Hockey”, który został zarejestrowany przez Urząd Patentów i Znaków Towarowych Stanów Zjednoczonych.
W lipcu 2022 podpisał siedmioletni kontrakt z Columbus Blue Jackets.
Wystąpił na turnieju mistrzostw świata juniorów do lat 20 edycji 2013. W barwach seniorskiej reprezentacji Stanów Zjednoczonych uczestniczył w turniejach mistrzostw świata 2014, 2017, 2018, 2019. W składzie zespołu Ameryki Północnej zagrał na turnieju Pucharu Świata 2016.
29 sierpnia 2024 on i jego brat Matthew ponieśli śmierć, gdy jadąc rowerami drogą w rodzinnym stanie New Jersey zostali potrąceni przez samochód.

## Sukcesy
Reprezentacyjne
- Złoty medal mistrzostw świata juniorów: 2013
- Brązowy medal mistrzostw świata: 2018

Indywidualne
- Występ w Meczu Gwiazd NHL: 2015, 2016, 2017, 2018, 2022

## Statystyki

### Sezon zasadniczy i play-off
| 2009–10     | Team Comcast            | Midget AAA  | 46  | 29 | 27  | 56  | —  | —  | — | — | —  | — |
| 2010–11     | Dubuque Fighting Saints | USHL        | 60  | 36 | 36  | 72  | 36 | 11 | 5 | 6 | 11 | 6 |
| 2011–12     | Boston College          | HE          | 44  | 21 | 23  | 44  | 10 | —  | — | — | —  | — |
| 2012–13     | Boston College          | HE          | 35  | 21 | 30  | 51  | 29 | —  | — | — | —  | — |
| 2013–14     | Boston College          | HE          | 40  | 36 | 44  | 80  | 14 | —  | — | — | —  | — |
| 2013–14     | Calgary Flames          | NHL         | 1   | 1  | 0   | 1   | 0  | —  | — | — | —  | — |
| 2014–15     | Calgary Flames          | NHL         | 80  | 24 | 40  | 64  | 14 | 11 | 4 | 5 | 9  | 6 |
| 2015–16     | Calgary Flames          | NHL         | 79  | 30 | 48  | 78  | 18 | —  | — | — | —  | — |
| 2016–17     | Calgary Flames          | NHL         | 72  | 18 | 43  | 61  | 4  | 4  | 0 | 2 | 2  | 0 |
| 2017–18     | Calgary Flames          | NHL         | 80  | 24 | 60  | 84  | 26 | —  | — | — | —  | — |
| NHL łącznie | NHL łącznie             | NHL łącznie | 312 | 97 | 191 | 288 | 64 | 15 | 4 | 7 | 11 | 6 |

### Międzynarodowe
| Rok                | Drużyna            | Turniej            | Wynik              | M  | G  | A  | Pkt | Min |
| ------------------ | ------------------ | ------------------ | ------------------ | -- | -- | -- | --- | --- |
| 2013               | Stany Zjednoczone  | MŚJ                | 1st                | 7  | 7  | 2  | 9   | 4   |
| 2014               | Stany Zjednoczone  | MŚ                 | 6                  | 8  | 2  | 8  | 10  | 2   |
| 2016               | Team North America | PŚ                 | 5                  | 3  | 2  | 2  | 4   | 0   |
| 2017               | Stany Zjednoczone  | MŚ                 | 5                  | 8  | 6  | 5  | 11  | 0   |
| 2018               | Stany Zjednoczone  | MŚ                 | 1st                | 10 | 1  | 8  | 9   | 12  |
| Juniorskie łącznie | Juniorskie łącznie | Juniorskie łącznie | Juniorskie łącznie | 7  | 7  | 2  | 9   | 4   |
| Seniorskie łącznie | Seniorskie łącznie | Seniorskie łącznie | Seniorskie łącznie | 29 | 11 | 23 | 34  | 14  |